# Ultra vires
Ultra vires är en latinsk fras som betyder "utan makt". Exempel på detta är olagliga affärsöverenskommelser eller myndighetsbeslut. Motsatsen är intra vires, vilket betyder "inom makten". För aktiebolags rättshandlande finns det behov av begränsningar för vad som är tillåtet. I svensk rätt finns det begränsningar på befogenhetsinskränkningar som följer av antingen lag eller bolagsordningen. Tidigare i svensk rätt samt i andra rättsordningar kan en associations rättskapacitet begränsas genom ultra vires doktrinen. 